# 歌って最高!
『歌って最高!』（うたってさいこう）は、テレビ東京系列局ほかで放送されていたテレビ東京製作の歌謡番組である。テレビ東京系列局では2001年10月15日から2002年3月4日まで、毎週月曜 22:00 - 22:54 （日本標準時）に放送。
演歌と歌謡曲が中心の番組で、毎回複数の歌手が出演してトークやコントを展開していた。このうち、演歌歌手の氷川きよしはレギュラーで出演していた（氷川は前番組『歌のヒットステージ』にもゲストで出演）。司会は高橋英樹とテリー伊藤が務めていた。
| テレビ東京系列 月曜22:00枠                          | テレビ東京系列 月曜22:00枠                    | テレビ東京系列 月曜22:00枠                         |
| 前番組                                              | 番組名                                        | 次番組                                             |
| --------------------------------------------------- | --------------------------------------------- | -------------------------------------------------- |
| 歌のヒットステージ （2001年4月9日 - 2001年9月17日） | 歌って最高! （2001年10月15日 - 2002年3月4日） | カヴァーしようよ! （2002年4月8日 - 2003年3月31日） |